# Katwijk
Pronunciação

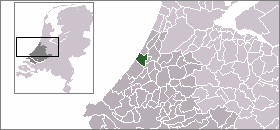

Katwijk é um município dos Países Baixos, na província da Holanda do Sul, na costa do Mar do Norte. A cidade tem cerca de 66.000 residentes.
Era conhecida como Lugduno dos Batavos (Lugdunum Batavorum) durante o período romano.

## Composição
A cidade é constituída por um número de distritos, incluindo os homônimos Katwijk aan Zee e Katwijk aan den Rijn. Em 1 de janeiro de 2005 os distritos individuais tinham as seguintes populações:
- Katwijk aan den Rijn (5.916)
- Katwijk aan Zee (22.405)
- Hoornes-Rijnsoever (13.845)
- Rijnsburg (15.450)
- Valkenburg (3.904)

## Ver também

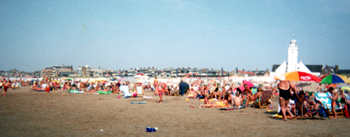

## Pessoas famosas nascidas no Katwijk
- Dirk Kuyt, futebolista
- Kees Kraayenoord, cantor de gospel
- Charley Toorop, artista